# Boek van Mormon

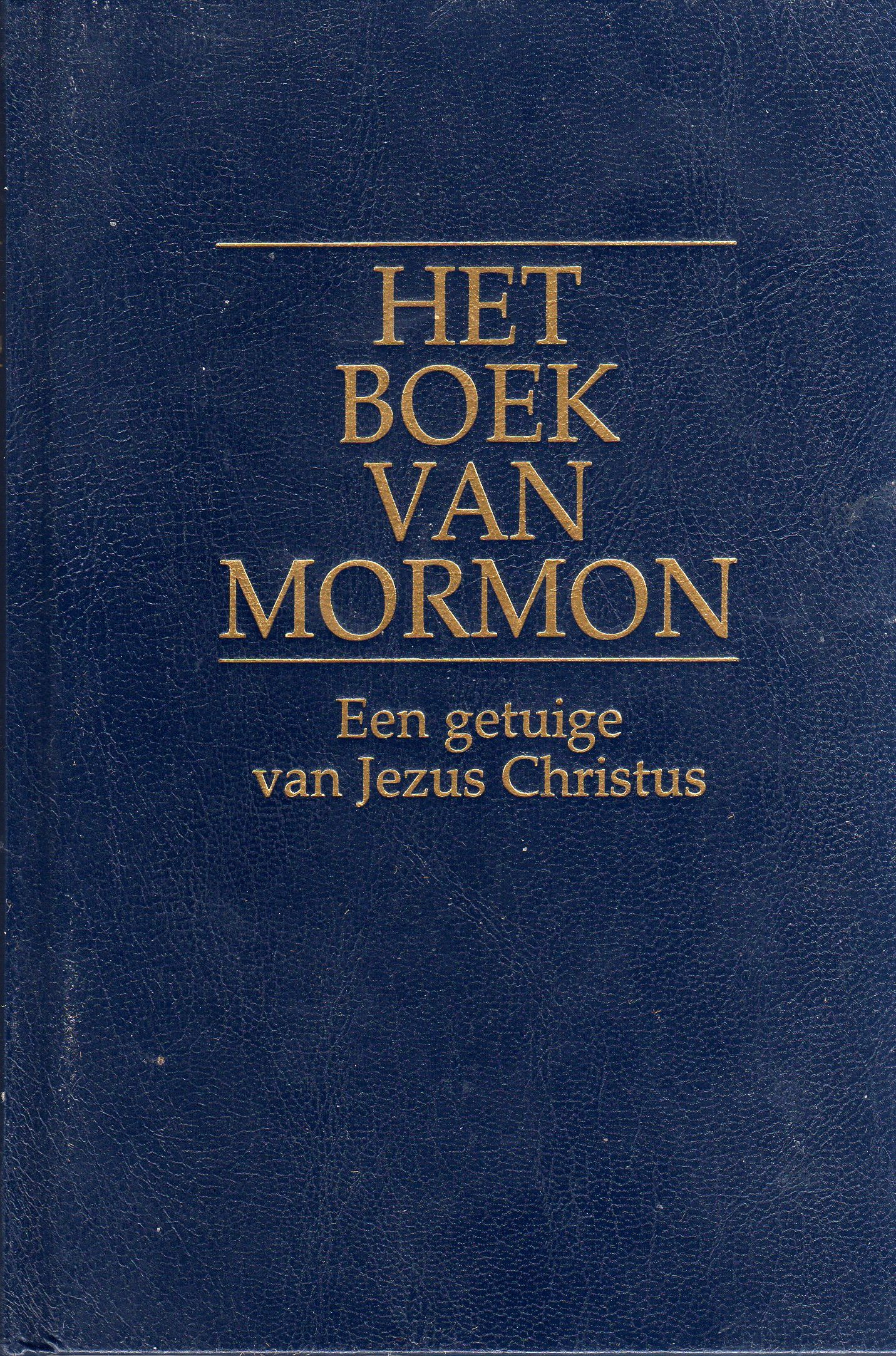
Voorplaat van een latere uitgave van een Nederlandse vertaling van het Boek van Mormon. De eerste uitgave in het Nederlands verscheen in 1890.

Het Boek van Mormon is een heilig boek voor de leden van de Kerk van Jezus Christus van de Heiligen der Laatste Dagen (in het verleden ook wel mormonen genoemd). Het werd voor het eerst gepubliceerd in maart 1830 door Joseph Smith, Jr. als The Book of Mormon: An Account Written by the Hand of Mormon upon Plates Taken from the Plates of Nephi (Het Boek van Mormon: Een Verslag Geschreven door de Hand van Mormon op de Platen genomen van de Platen van Nephi). Volgens het verslag van Smith en het verhaal van het boek, werd het oorspronkelijk geschreven in hervormd Egyptisch, gegraveerd op gouden platen. Smith beweerde dat hij deze platen in 1827 had ontvangen van een engel die Moroni heette, die hij identificeerde als een wederopgestane  vroegere bewoner op het Amerikaanse continent en die het boek ongeveer 1400 jaar geleden had samengevat van verslagleggingen van Profeten op het Amerikaanse continent van 2500 jaar voor Christus, en van 600 jaar voor Christus tot wanneer hij leefde (421 jaar na Christus). Volgens Smith had Moroni de platen in een stenen kist begraven, samen met andere oude artefacten (zoals de Urim en Tummim), in de heuvel Cumorah, vlak bij het huis van Smith in Manchester, New York.
Het Boek van Mormon is de eerste van bepalende publicaties van de Kerk van Jezus Christus van de Heiligen der Laatste Dagen. De kerk en afsplitsing van de Kerk beschouwen het Boek van Mormon als heilig geschrift, en als een historisch verslag van Gods handelen met de oorspronkelijke inwoners van Amerika, geschreven door profeten van zo vroeg als 2500 v.Chr. tot ongeveer 400 jaar na Christus.
Het Boek van Mormon wordt onderverdeeld in kleinere boeken, die zijn genoemd naar de personen die worden genoemd als belangrijkste auteurs en zijn (in latere uitgaven) onderverdeeld in hoofdstukken en verzen. Naar zeggen is het oorspronkelijk in hervormd Egyptisch geschreven en met hulp van de Heer door Joseph Smith in het Engels vertaald, in een stijl die sterk overeenkomt met het Early Modern English waarin de King James Version van de Bijbel geschreven is. Inmiddels is het werk deels of volledig vertaald in 108 talen. Anno 2020 zijn er 192 miljoen exemplaren van gedrukt en over de hele wereld verspreid.
In overwegend mormoonse gebieden is in hotels niet de gebruikelijke Bijbel in of op het nachtkastje te vinden maar het Boek van Mormon, vaak in meerdere talen. Het meenemen van het boek wordt over het algemeen aangemoedigd, omdat dit de boodschap van de Kerk van Jezus Christus van de Heiligen der Laatste Dagen verspreidt.

## Herkomst

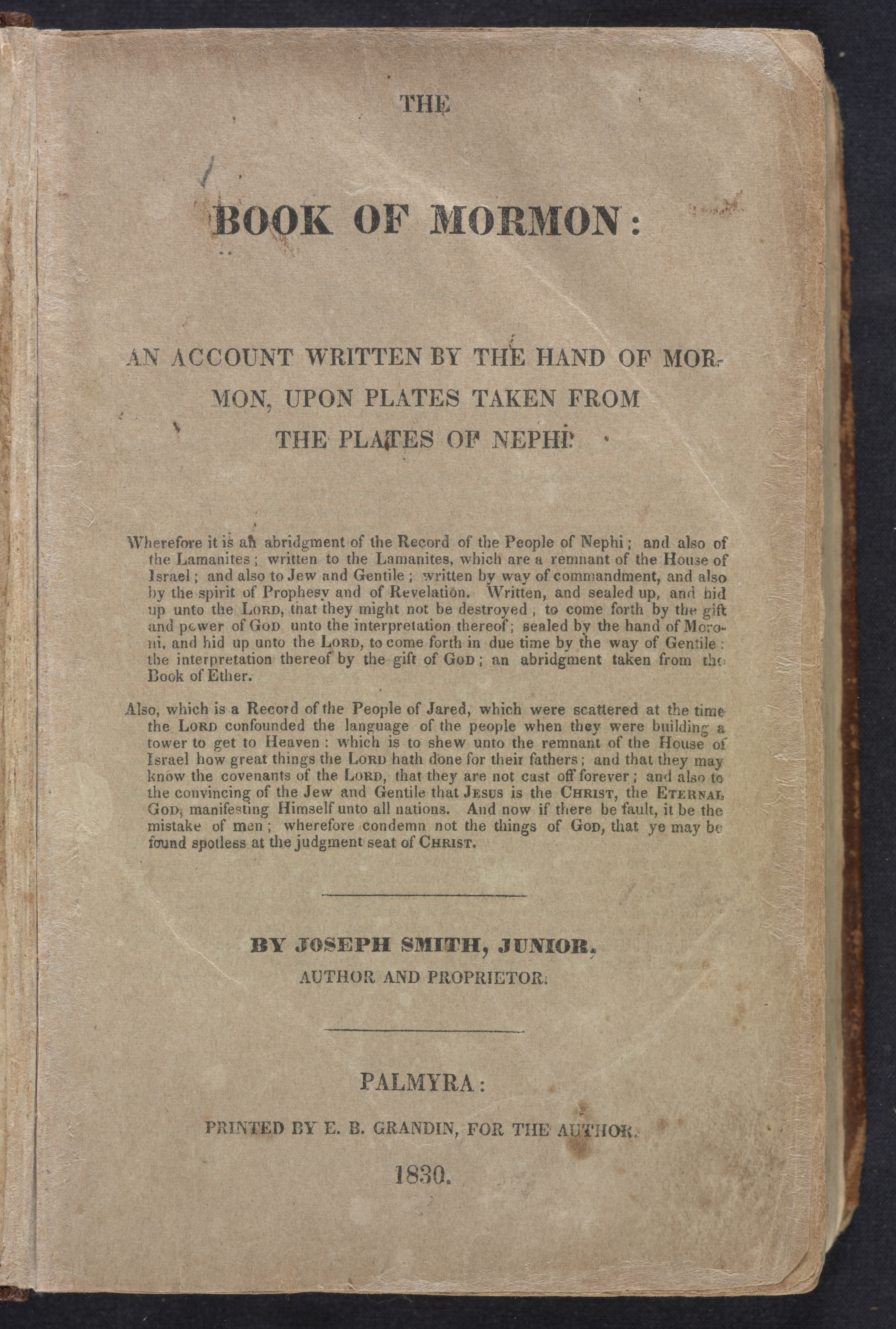
Voorplaat van het Boek van Mormon in de eerste uitgave van 1830 door Joseph Smith, Jr.
(U.S. Library of Congress Rare Book and Special Collections Division.)

Joseph Smith zei dat toen hij zeventien was, een engel van God, genaamd Moroni, aan hem verscheen en hem vertelde dat een verzameling oude geschriften, door profeten uit de oudheid in het Oudegyptisch gegraveerd op gouden platen, was begraven in een heuvel vlak bij in Wayne County, New York. De geschriften gingen over een groep mensen onder leiding van de Profeet Lehi die door God 600 jaar voor Christus uit Jeruzalem werden geleid naar het westelijke halfrond. Volgens het verhaal was Moroni de laatste profeet van dit volk en had hij de verslagen begraven waarvan God had beloofd ze in de laatste dagen te onthullen. Smith zei dat hij instructie van Moroni kreeg hem ieder jaar op 22 september te ontmoeten op de genoemde heuvel om verdere instructies te krijgen. Vier jaar na het eerste bezoek, in 1827, werd hem toegestaan de platen mee te nemen en ze in het Engels te vertalen.
De eerste gepubliceerde beschrijving van de platen door Smith, vermeldde dat deze "er als goud uitzagen" en werden door Martin Harris (een van Smiths eerste secretarissen) beschreven als "aan elkaar verbonden door draden in de vorm van een boek". Smith noemde de inscripties op de platen "hervormd Egyptisch". Een deel van de tekst op de platen was "verzegeld" volgens het verslag van Smith en de inhoud daarvan is daarom niet opgenomen in het Boek van Mormon.
Joseph Smith vertaalde het Boek van Mormon in 64 dagen en zei de platen toen terug te hebben gegeven aan de hemelse boodschapper Moroni, van wie hij deze had gekregen. Hij verklaarde later dat de boodschapper hem te kennen had gegeven dat hij de gouden platen niet mocht laten zien. Maar na beëindiging van de door Joseph Smith gemaakte vertaling verklaarde hij in 1829 dat God elf ooggetuigen had uitgekozen om de platen te mogen zien. Deze elf uitverkorenen verklaarden dat de platen inderdaad bestonden en dat Moroni de platen nu weer had opgeborgen. Sommige getuigen zijn afvallig geworden, maar hebben hun getuigenverklaring nooit herroepen.

## Inhoud

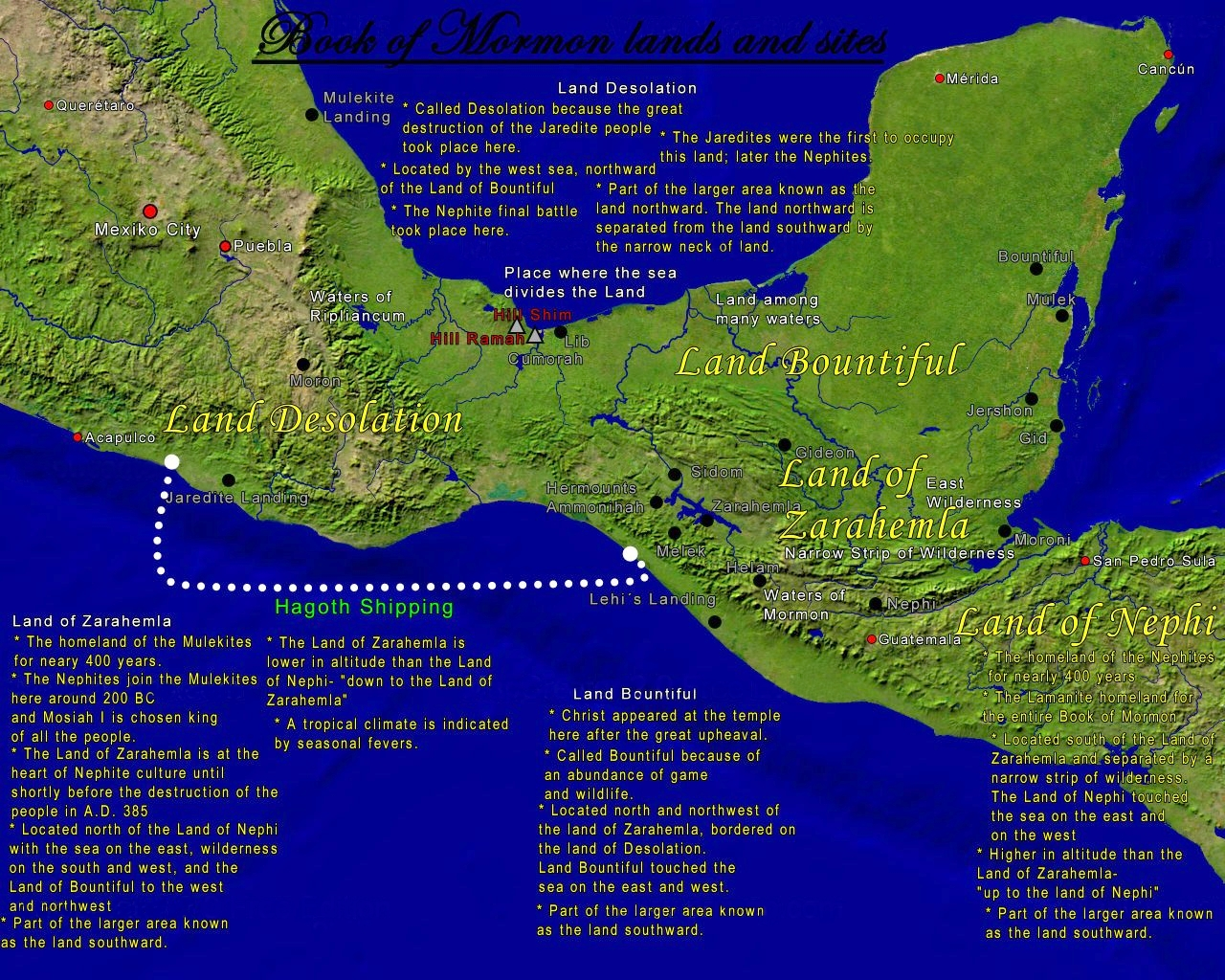
Boek van Mormon in Midden-Amerika.

Het Boek van Mormon bestaat uit verschillende onderdelen (boeken) die elk worden toegeschreven aan een geestelijk leider in een bepaalde tijd. Het vertelt onder andere over een groep Israëlieten die rond 600 v.Chr. uit Jeruzalem vertrok en (volgens de mormonen) na een lange tocht over zee, uiteindelijk in Midden-Amerika aankwam.
De teksten spreken echter over een vertrek vanuit de Rode Zee en een aankomst in "het beloofde land" (1 Nephi 18:23) in 600 v.Chr., ongetwijfeld Israël, wat de reis een evenbeeld van "de circumnavigatie (rondvaart) van Afrika" door de zeelui van Farao Necho II in hetzelfde jaar (594 v.Chr.) maakt.
Het volk werd geleid door profeten, die op de hoogte waren van de geboorte en het sterven van Christus. Ook bevat het Boek van Mormon profetieën en waarschuwingen die gericht zijn aan de mensheid van nu. Jezus Christus profeteert over een hoogmoedig volk van niet-Joden, dat de oorspronkelijke bewoners van het Amerikaanse Continent (hier aangeduid als "huis Israëls", omdat het Boek van Mormon verhaalt over hun afkomst uit Israël) heeft verdreven en dat zich "boven de gehele aarde verheft". Deze waarschuwingen worden diverse malen in het Boek van Mormon herhaald. Jezus Christus profeteert nogmaals over de verdelging van degenen die Hem verwerpen, en ook over het lot van de oorspronkelijke bewoners van het Amerikaanse Continent in hun vooraanstaande rol bij de bouw van een Nieuw Jeruzalem - dat zal bestaan naast het Oude Jeruzalem.
Het Boek van Moroni bevat het meeste van wat Moroni geschreven heeft volgens de mormonen en bestaat uit 10 hoofdstukken. Hoofdstuk 7, 8 en 9 zijn brieven van zijn vader Mormon die hij belangrijk achtte om toe te voegen voordat hij de gouden platen begroef. Daarnaast heeft Moroni hier en daar zijn eigen woorden toegevoegd in andere boeken van het Boek van Mormon. Dit gebeurt bijvoorbeeld in het boek Ether. Een bekend vers is:

(Ether 12:6.) En nu wil ik, Moroni, iets zeggen over die dingen; ik wil de wereld tonen dat geloof datgene is waarop men hoopt maar dat men niet ziet; daarom, betwist niet omdat gij niet ziet, want gij ontvangt geen getuigenis dan na de beproeving van uw geloof.

In het boek van Moroni staan zaken als de aanstelling tot priester of leraar, het gebed voor het avondmaal, leringen over naastenliefde, de doop van kleine kinderen en de gaven van de Heilige Geest.
Ondanks grote inspanningen is de mormoonse Brigham Young-universiteit van Utah er nooit echt in geslaagd om historisch of archeologisch bewijs voor het Boek van Mormon in Amerika te vinden.
De mormoonse doemprofeet Lehi wordt dan de Bijbelse doemprofeet Jeremia en de moord op Laban de Bijbelse moord op Gedalia. De mormoonse zeereis naar Amerika in 600 v.Chr. vanuit de Rode Zee naar "het beloofde land" zou overeenkomen met "de circumnavigatie van Afrika" door Farao Necho II. De mormoonse koning Mosiah met de gave Gods voor talen (100 v.Chr.) wordt gelijkgesteld aan het talenwonder koning Mithridates VI van Pontus, die 25 talen vloeiend sprak. De vreselijke oorlogen in het Boek van Mormon worden uitgelegd als de drie Mithridatische oorlogen. Mormon zelf, die in 375 op 110-jarige leeftijd in een vreselijke slag met de Lamanieten sneuvelde, zou Yormon-rkkr zijn, de Ostrogotische koning Ermanarich, die in 375 op 110-jarige leeftijd in de grote Hunnenslag stierf.

## Personen in hetBoek van Mormon
Onder meer
- Cezoram
- Ishmaël
- Laman
- Lehi
- Moroni
- Pahoran
- Zoram
- Shiz

### Specifiek over het Boek van Mormon
- Bitton, Davis (ed.) Mormon Scripture and the Ancient World, Provo, FARMS, 1998.
- Givens, Terryl L., By the Hand of Mormon. The American Scripture than launched a World Religion, Oxford, Oxford University Press 2002.
- Hardy, Grant, Understanding the Book of Mormon, A Reader’s Guide. Oxford: Oxford University Press 2010.
- Metcalfe, Brent L., New Approaches to the Book of Mormon; Explorations in Critical Methology, Salt Lake City, Signature Books, 1993.
- Larsen, Stan, Quest for the Gold Plates, Salt Lake City, Freethinker Press, 2004.
- Sorenson, John L., Mormon’s Codex. An Ancient American Book. Salt Lake City: Deseret Book/Maxwell Institute, 2013.
- Southerton, Simon G., Losing a Lost Tribe: Native Americans, DNA, and the Mormon Church, Salt Lake City: Signature Books.

### Algemeen & Boek van Mormon
- Allen, James B. & Glen M. Leonard, The Story of the Latter-day Saints, 2nd ed., Salt Lake City 1992.
- Bushman, Richard L, Joseph Smith. Rough Stone Rolling, New York: Knopf, 2005
- Davies, Douglas, An Introduction to Mormonism, Cambridge: Cambridge University Press 2003.
- Givens, Terryl L. People of Paradox. A History of Mormon Culture, Oxford: Oxford University Press.
- Ludlow, Daniel H. (Ed.). Encyclopedia of Mormonism. New York: Macmillan Publishing Company, 1992. (3 volumes).